# 廣潤社
廣潤社（こうじゅんしゃ）は、かつて存在した日本の出版社。
1953年創業。1954年創刊の『全国大学職員録』をはじめ、『全国短大・高専職員録』、『全国専門・専修・各種学校ガイド』といった高等教育関係の職員録、ディレクトリーを手がけていた。廣潤社の職員録には、各大学等の専任教員と課長級以上の職員の氏名や関連情報が、網羅的に記載されていた。2006年に各シリーズの最後の版を出した後、廃刊を関係先に通知し、会社も解散した。
清水建宇は朝日新聞のコラムで、廣潤社の職員録の廃刊、会社解散の背景に、2005年の個人情報保護法の施行によって、「データ提供を拒む大学が急増した」ことがあったとしている。
廣潤社は、『出版年鑑』の出版社名簿には2007年版まで掲載されており、その記載によれば所在地は東京都世田谷区北烏山、従業員は4名であった。